# Robert Petre (cầu thủ bóng đá)
Robert Constantin Petre (sinh ngày 27 tháng 4 năm 1997) là một cầu thủ bóng đá người România thi đấu cho Șirineasa, theo dạng cho mượn từ Universitatea Craiova ở vị trí hậu vệ.